# Provinciale weg 863
De provinciale weg 863 is een provinciale weg in de provincie Drenthe tussen Nieuw-Schoonebeek en Coevorden. De weg is ook bekend onder de naam Europaweg. De weg loopt parallel aan de grens met Duitsland.

## Bezienswaardigheden
Bezienswaardigheden langs deze weg zijn:

### Nieuw-Schoonebeek
- Overgebleven, losstaande kerktoren van de inmiddels afgebroken Bonifatiuskerk uit 1849-1855 in Nieuw-Schoonebeek.
- Even buiten Nieuw-Schoonebeek bevindt zich een stenen monument dat herinnert aan een aantal anonieme doden dat aan de overkant van de weg is begraven op een verhoging in het landschap. Dit is de Naamloze Noodbegraafplaats Nieuw-Schoonebeek.
- Even buiten Nieuw-Schoonebeek bevindt zich de Wilms boô.

### Schoonebeek
- Gedenksteen aan de Europaweg, een monument voor negen Schoonebekers die sneuvelden in de Tweede Wereldoorlog.
- Hervormde Kerk uit het interbellum (1927), Europaweg 116.
- Even buiten Schoonebeek bevindt zich de Hekmans boô.

### Vlieghuis
- Schans De Katshaar.

## Afbeeldingen

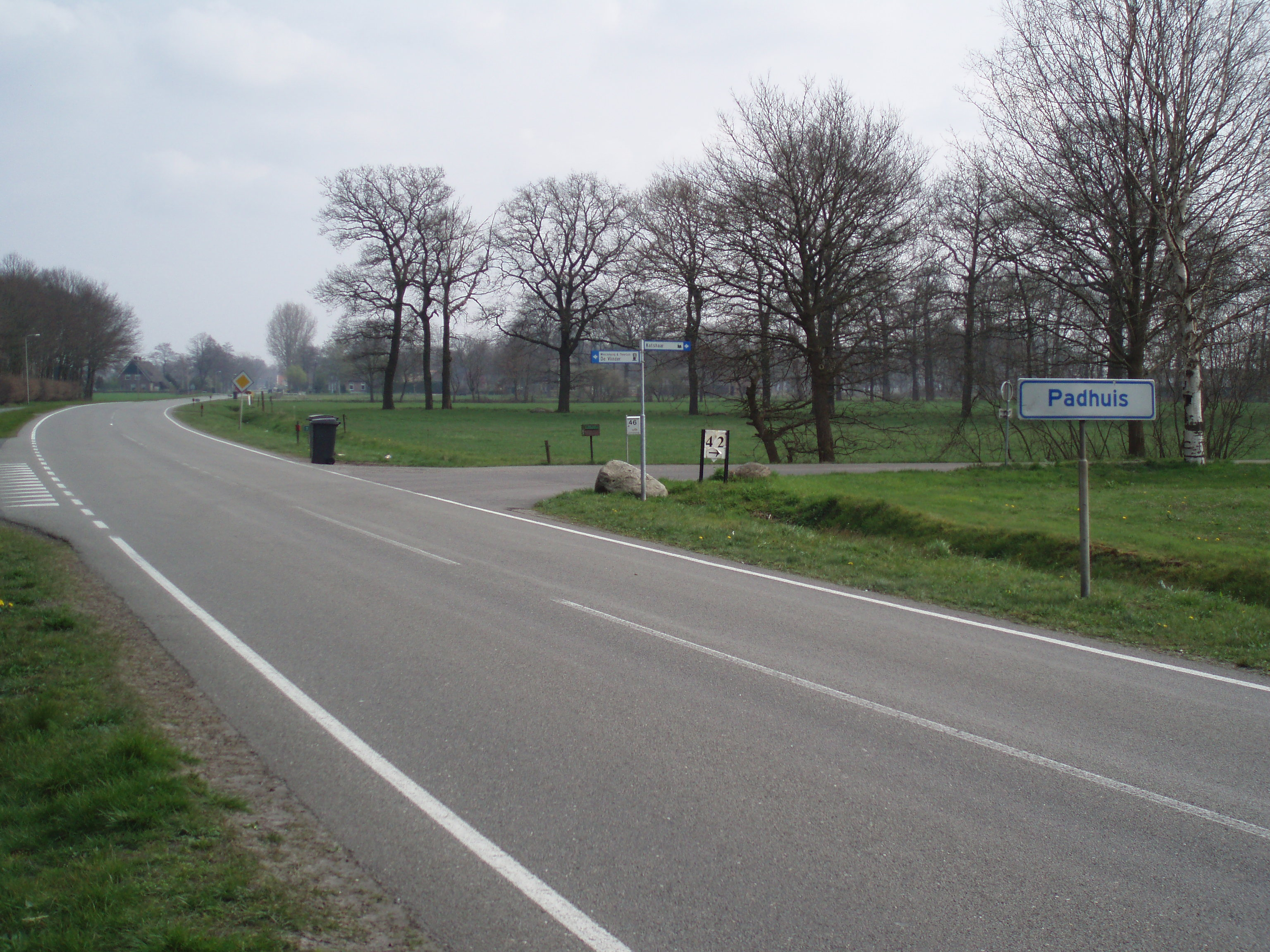
N863 ter hoogte van Padhuis
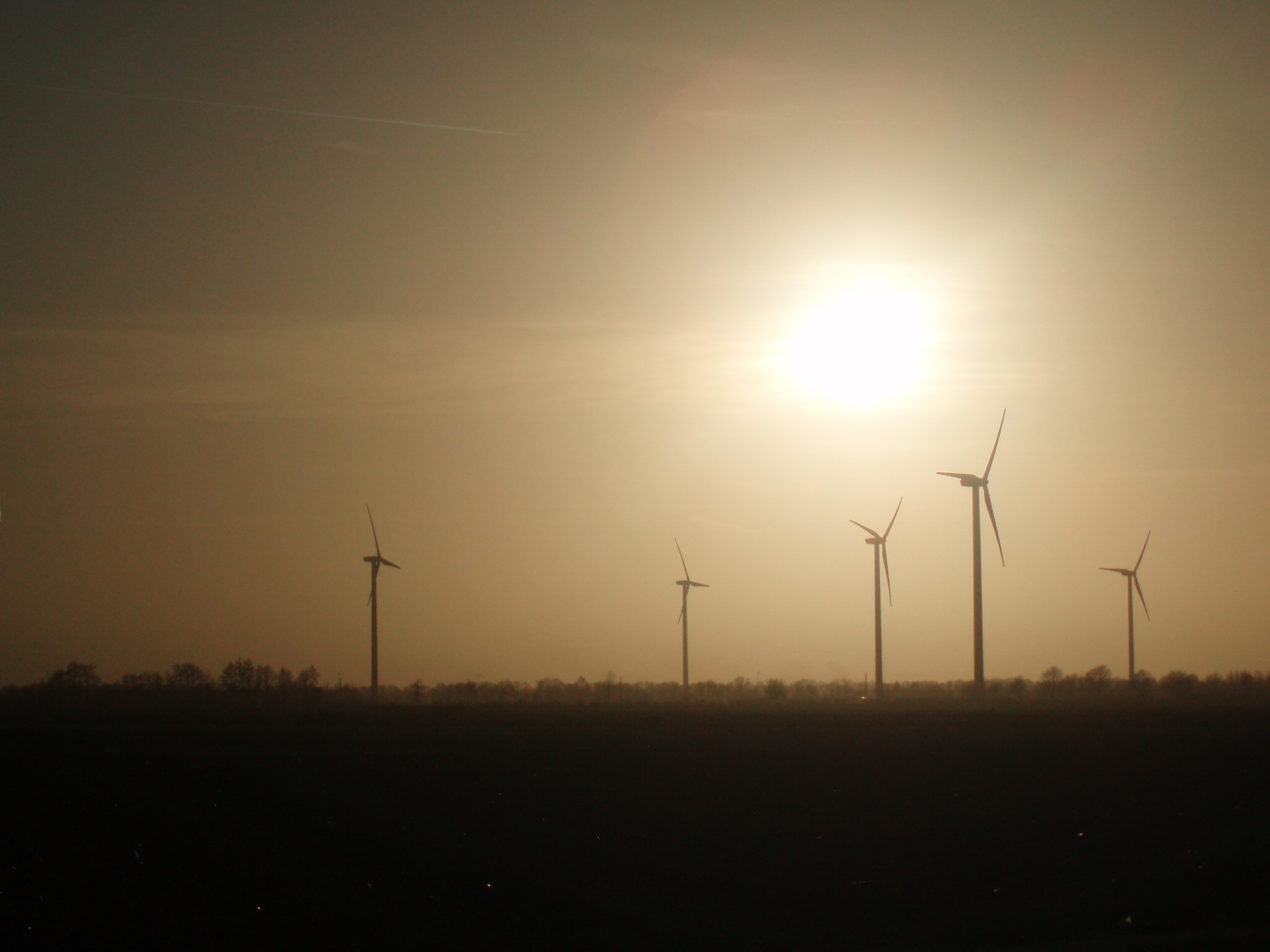
Windmolens op de grens tussen Nederland en Duitsland, even voor Coevorden
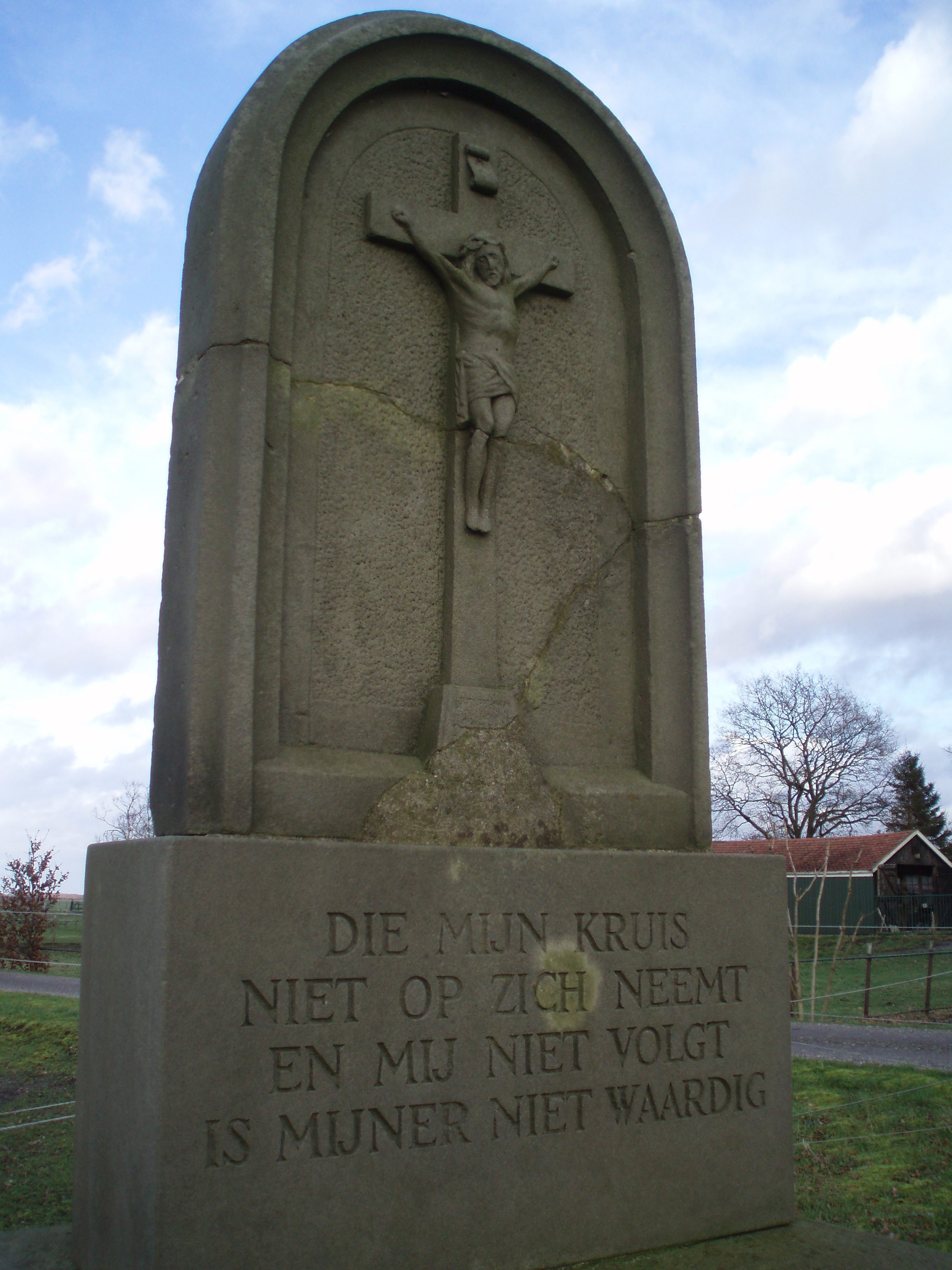
Gedenksteen van de Noodbegraafplaats

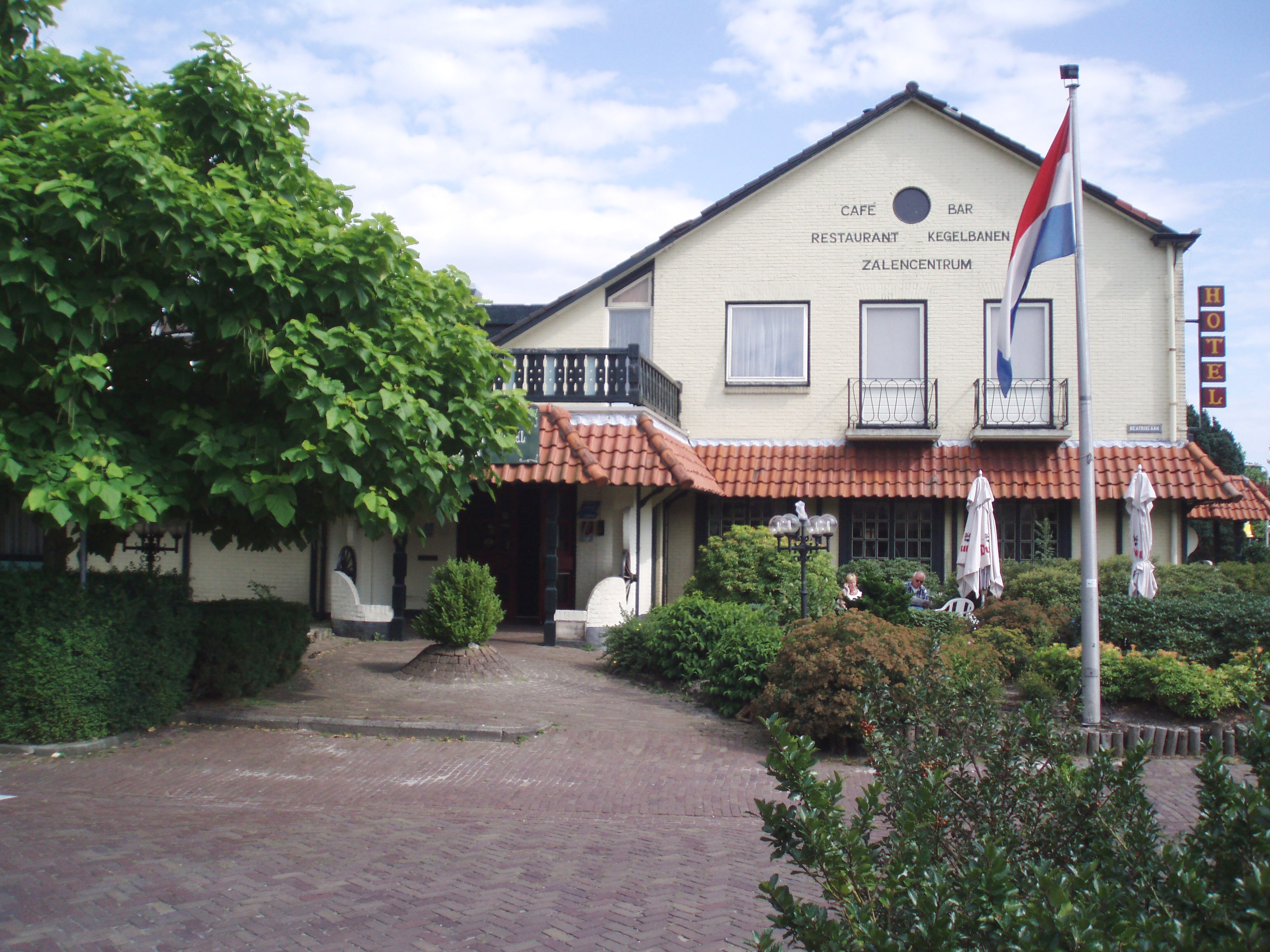
Hotel De Wolfshoeve
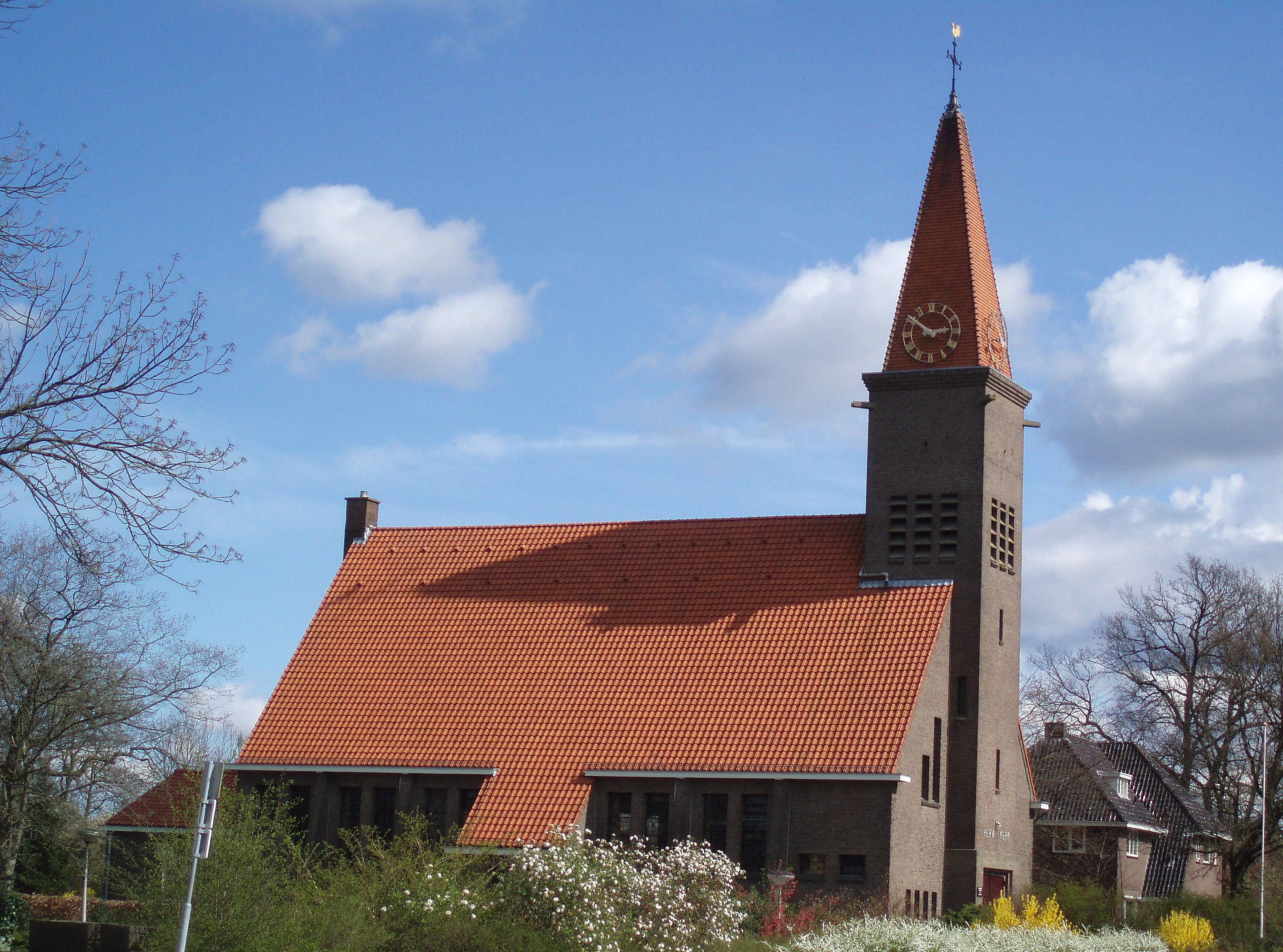
Protestantse Kerk
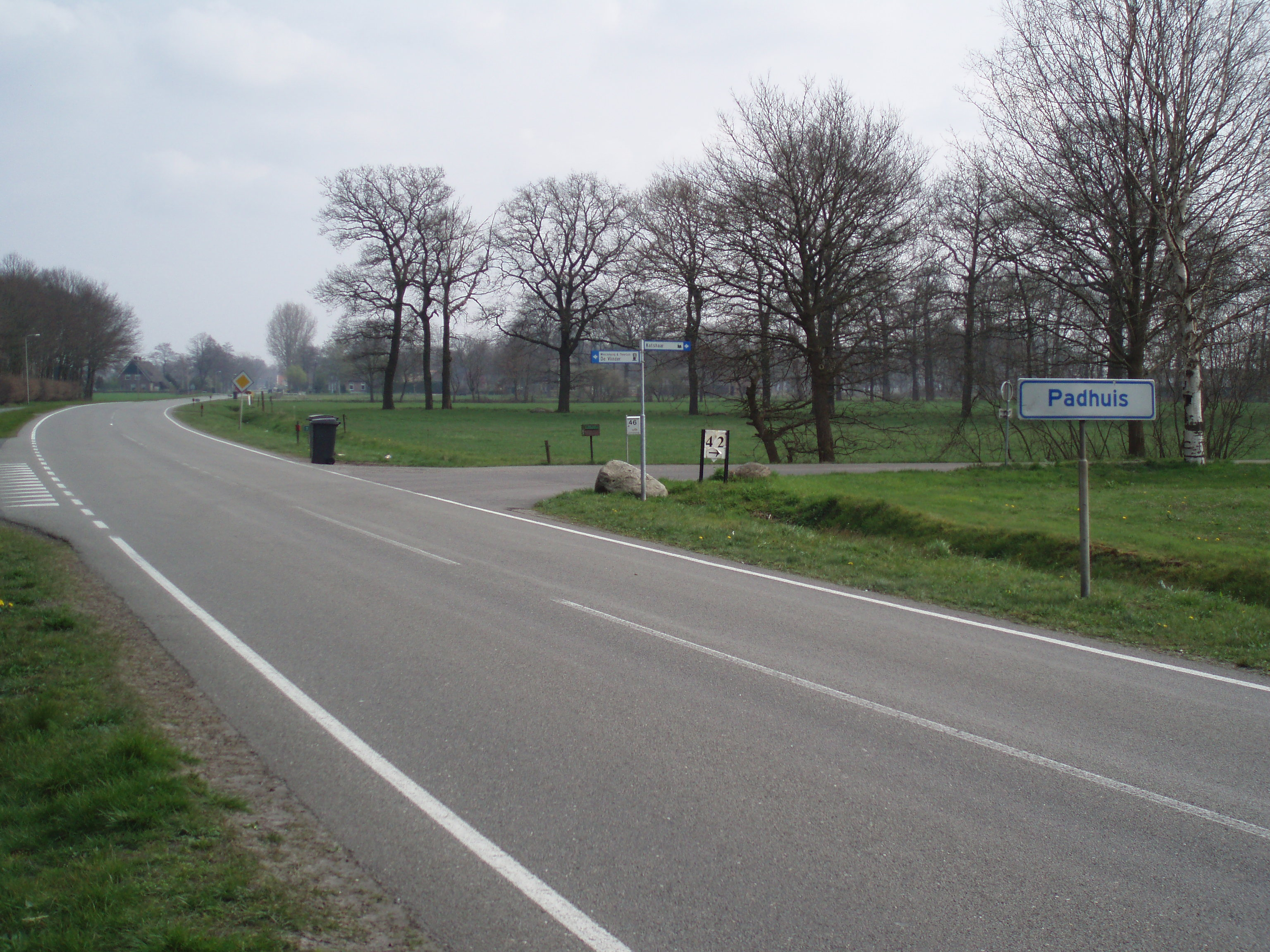
Padhuis

N34 · N46 · N351 · N353 · N354 · N355 · N356 · N357 · N358 · N359 · N360 · N361 · N362 · N363 · N364 · N365 · N366 · N367 · N368 · N369 · N370 · N371 · N372 · N373 · N374 · N375 · N376 · N377 · N378 · N379 · N380 · N381 · N382 · N383 · N384 · N385 · N386 · N387 · N388 · N390 · N391 · N392 · N393 · N398

N851 · N852 · N853 · N854 · N855 · N856 · N857 · N858 · N860 · N861 · N862 · N863 · N865 · N910 · N913 · N917 · N918 · N919 · N924 · N927 · N928 · N962 · N963 · N964 · N966 · N967 · N969 · N972 · N973 · N974 · N975 · N976 · N977 · N978 · N979 · N980 · N981 · N982 · N983 · N984 · N985 · N986 · N987 · N988 · N989 · N990 · N991 · N992 · N993 · N994 · N995 · N996 · N997 · N998 · N999

Cursief vermelde wegen zijn voormalige provinciale wegen.